# استان بوگوریبا
استان بوگوریبا (به لاتین: Bougouriba Province) یک منطقهٔ مسکونی در بورکینافاسو است که در ناحیه سود اوست (بورکینافاسو) واقع شده‌است. استان بوگوریبا ۲٬۸۱۵ کیلومتر مربع مساحت و ۱۵۳٬۶۰۶ نفر جمعیت دارد.